# 5 недель (фильм)
«5 недель» — художественный фильм 2021 года Александра Андреева. Снят в жанре трагикомедии. Сюжет повествует о человеческих отношениях на фоне всемирной пандемии.
Премьера картины состоялась 17 сентября 2021 года в  Благовещенске, на 19 Открытом российском фестивале кино и театра  «Амурская осень», где проект был удостоен двух наград «Золотой журавль»: за лучшую режиссуру (Александр Андреев) и лучшую женскую роль (Юлия Шубарева). Осенью 2021 года состоялся специальный показ картины «5 недель» на студии Ленфильм, приуроченный к открытию пятого сезона Ленфильм-клуба.

## Сюжет
В центре сюжета — влюблённая пара, Маша и Сергей. Сергей постоянно в командировках, а потому бывает у Маши лишь «набегами». Некоторая недосказанность в отношениях оказывается суровой жизненной драмой, когда возлюбленные оказываются заперты в одной квартире на карантине из-за начавшейся пандемии.
Пройдя через пять стадий принятия неизбежного, молодые люди по новому будут смотреть на себя, друг на друга и на мир вокруг.

## Производство
Картина снималась осенью 2020 года, когда весь мир учился жить в новых условиях пандемии. Большая часть съёмок проходила в квартирах Санкт-Петербурга. Кадры с пустым городом были отсняты раньше, весной 2020 года, когда на улицы почти никто не выходил.

## В ролях
- Артём Быстров — Сергей
- Юлия Шубарева — Маша
- Андрей Шимко — психолог
- Александр Суворов — Василий
- Дарья Циберкина — Инна
- Светлана Глазырина — мать Тёмы
- Андрей Перович — отец Тёмы
- Екатерина Петрова — Ольга
- Павел Маслаков — Виталий
- Александр Куликов — таксист
- Даниил Шигапов — врач
- Георгий Андреев — Тёма

## Съёмочная группа
- Режиссёр-постановщик — Александр Андреев
- Автор сценария — Александр Андреев
- Оператор-постановщик — Елена Метла
- Художник-постановщик — Александр Суворов
- Композитор — музыка группы The Big Buddy Band, по руководством Веры Егоровой

## Награды и номинации
2021 — фестиваль Амурская осень (Благовещенск):
— Лучшая режиссура (Александр Андреев)
— Лучшая женская роль (Юлия Шубарева)
2022 — фестиваль Алафейская гора (Тобольск): фильм-участник
2022 — фестиваль комедийных фильмов Гелос (Москва): фильм-участник
2022 — Забайкальский международный кинофестиваль (Чита): поздняя премьера
2022 — фестиваль Западные ворота (Псков): фильм-участник

## Видео
- Официальный трейлер